# 高杉俊介
高杉 俊介（たかすぎ しゅんすけ、1949年7月22日 - ）は、日本の俳優、歌手。旧芸名、高杉 俊价（読み同じ）。本名、岩田 直樹（いわた なおき）。
愛知県一宮市出身。尾張高等学校（現・名古屋大谷高等学校）卒業。

## 来歴
高校卒業後、陸上自衛隊に入隊。レンジャー課程を修了後、助教を歴任。除隊後、グリーンベレーの研修に参加。
元々歌手志望で自衛隊時代に知り合った中山律子と上岡龍太郎を頼り上京、中山律子の実家に居候するようになる。グリーンベレー時代に知り合った映画プロデューサーに勧められ役者を志すようになった。
1978年に映画『野性の証明』で軍事トレーナー兼俳優としてデビューする。
1980年『仮面ライダースーパー1』主演で本格的に俳優デビュー、主題歌を担当したことで歌手としてもデビュー。危険な撮影シーンをほぼノースタントで演じた。
1983年、必殺シリーズ『必殺渡し人』にレギュラー出演。1989年には、男闘呼組主演のオリジナルビデオのアクション監督を務めた。
2007年より誕生日イベントとして単独ライブを毎年行っている。2008年には中国でも活動を行い、同年10月16日に中国・烟台市での「第二届烟台国际动漫艺术节（中国国際歌謡祭）」に『仮面ライダースーパー1』の主演俳優として出向き、歌手として出演。この模様はテレビでも生中継された。
2010年に老人介護施設などへの慰問として、ボランティア活動を行った。

### ミリタリースーパーバイザーとして
自衛隊時代の経験から、ミリタリースーパーバイザー（軍事指導・旧軍含む）としても活動している。
1978年『野性の証明』で軍事指導（自衛隊レンジャー）を担当。
1995年『きけ、わだつみの声』では軍事指導（旧軍）の担当と出演（水島一等兵）をしている。
1995年『毎日放送開局45周年記念番組 / 桜散る日に』では軍事指導（旧軍）、『南の島に雪が降る』では軍事指導（旧軍）の担当と出演（憲兵）。
1996年『HIROSHIMA（日加合作）』では軍事指導（旧軍）を担当。

### 歌手として
『仮面ライダースーパー1』は主題歌・挿入歌を担当し、ゴールデンディスク賞・ゴールデンヒット賞を受賞。1990年には、水原弘のヒット曲「君こそわが命」をカバーし、第17回横浜音楽祭で新人賞を受賞。
2011年に仮面ライダースーパー1生誕30周年として主題歌、挿入歌をリアレンジ、ボーカルの新録を行い2011ver.がアルバムに収録される。

## 人物・エピソード
特技は、少林寺拳法、空手、射撃。
元陸上自衛隊レンジャーの助教出身でもあり、アクションから軍事指導までこなす。
現在はイベントやトークショー、ファンクラブの企画として毎年行われている「赤心寺の旅」などに参加している。
『仮面ライダースーパー1』出演当時は様々なメディアで年齢を若く報じていたが、近年雑誌のインタビューで本人が実年齢を公表した。

### 仮面ライダースーパー1関連
オーディション
高杉が『仮面ライダースーパー1』の主役に抜擢された理由のひとつは、高杉が自衛隊の精鋭であるレンジャー出身で、さらにアメリカのグリーンベレーにも参加したという実績を持っていたことである。東映プロデューサーの平山亨は最初から高杉にほぼ決まっていたと証言している。
残り4人になり行われた大泉撮影所での立ち回りのテストでは、「沖一也」と名乗るところを「沖雅也」と言ってしまい、監督の山田稔からダメ出しを受け落ち込んだという。
その後の特技披露では、5階建ての東映動画のビルの屋上からロープでの飛び降りを見せた。待機をしている間に丹波哲郎や若林豪など『Gメン'75』の関係者も見物に集まりだし、『Gメン』の殺陣師からオーディションに落ちたらGメンに起用すると声をかけられた。

アクション
赤心少林拳の設定はメインライターの江連卓が高杉の経歴を知って追加したものである。撮影にあたって高杉は、江連の拳法の師匠でもある龍明広の指導をスーツアクターの中屋敷哲也とともに受けた。
放送開始前の撮影で左足首を骨折し、スタッフ間では降板することも検討されていた。第3話から第5話まではギプスをつけたまま演技したため、上半身のカットのみの撮影となり、全身を映す場面では吹き替えの俳優が演じていた。
第41話での檻に入れられて水中に沈められるというシーンでは、10秒程度で引き上げられるはずが人力のためうまくいかず、死にそうになったという。

オートバイの演技
オーディションに合格したが、高杉は当時大型二輪の運転免許証を所持しておらず、日本では間に合わないということから渡米して国際免許を取得したという。
ハーレーダビッドソンを改造したVマシンが撮影所に届き、慣らし運転を行ったところ、ブレーキをかけきれず新品のマシンを破損してしまっている。
静岡県の駿府公園で開催されたショーでは、自ら提案してアクション用のブルーバージョンでのジャンプを披露した。アクセルターンをした際に前列の観客が砂を被ってしまったことから中止されたが、後年に静岡を訪れるとこの時のアクションが印象に残っているというファンがいたという。

歌手デビュー
主題歌を担当することになったきっかけは、前作『仮面ライダー (スカイライダー)』からの引継式の際に周囲から囃し立てられて歌を披露したことであった。
後年、石ノ森章太郎の墓参りに訪れたところ、墓標の横の石碑に『仮面ライダースーパー1』でのゴールデンディスク授賞についても印されており、感激したという。

その他
準備期間が短かったため衣裳については何も決まっておらず、高杉の意見が取り入れられた。それまでの主人公と異なり当時の流行を意識したカジュアルなものを選んだという。
路線変更により番組中盤で玄海老師らが退場したことについては、それまでの仮面ライダーシリーズになかった根性モノのテイストだったのでもったいなかったと述べている。
『仮面ライダーSPIRITS』のインタビューではスタッフに「人気が無くなると歴代ライダーが来るよと脅されていたが、最終話には全員来て欲しかった」とコメントしている。

## 出演

### テレビドラマ
- 大河ドラマ / 黄金の日日（1978年、NHK総合）
- 銀河テレビ小説 / ガラスの女（1978年、NHK）
- 破れ新九郎（1978年、ANB）
- 大都会 PARTIII（NTV）
  - 第8話「野獣の叛乱」（1978年11月21日） [注釈 1]
  - 第22話「横須賀ストーリー」（1979年3月6日）
- 大江戸捜査網 第412話「島帰りの父 涙の絶唱」（1979年10月6日、12ch）
- 駆け込みビル7号室 第2話「ほん物ニセモノ?! 帰ってきた蒸発亭主」（1979年10月20日、CX）
- 仮面ライダーシリーズ（MBS） - 沖一也 / 仮面ライダースーパー1
  - 仮面ライダースーパー1（1980年10月17日 - 1981年10月3日） - 主演
  - 10号誕生!仮面ライダー全員集合!!（1984年1月3日）
- 必殺渡し人 第1話「涼みの夜に渡します」 - 第7話「お化け屋敷で渡します」（1983年7月8日 - 8月26日、ABC） - 銀平
- 火曜サスペンス劇場（NTV）
  - チョコレートゲーム（1986年5月6日）
  - 警視庁鑑識班2（1996年12月3日） - 刑事
- 金曜女のドラマスペシャル / あなたの夫、殺します（1987年8月7日、CX）
- 少女コマンドーIZUMI 第2話「戦闘能力、全開」（1987年11月12日、CX） - スナイパー
- 特捜ロボ ジャンパーソン 第9話「パパは怪物だ!」（1993年3月28日、ANB） - 早見一夫
- 毎日放送開局45周年記念番組 / 桜散る日に（1995年12月24日、MBS） ※軍事指導
- HIROSHIMA（1996年、NHK） [注釈 2]
- 金曜エンタテイメント / 風葬連峰（1996年、CX）

### 映画
- 野性の証明（1978年、日本ヘラルド映画=東映）[注釈 3]
- 仮面ライダースーパー1（1981年、東映） - 主演・沖一也 / 仮面ライダースーパー1
- パッセンジャー 過ぎ去りし日々（1987年、東映） - 新聞記者
- きけ、わだつみの声（1995年、東映） - 水島一等兵 [注釈 4]
- 南の島に雪が降る（1995年、リバース） - 憲兵
- ガメラ2 レギオン襲来（1996年、東宝） - 自走榴弾砲車長
- ガメラ3 邪神覚醒（1999年、東宝） - 先遣小隊小隊長

### オリジナルビデオ
- クレイジーラリーinジャパン（1982年、日本ビデオ映像）
- 男闘呼組 ENDLESS TRIP（1989年、BMG JAPAN） - 悪首領 [注釈 5]
- ジ・ゴ・ロ2（1995年、セイヨー）
- 香港黒社会 喧嘩組（1999年、ケイエスエス）

### 舞台
- 千太郎恋しぐれ（1989年、新歌舞伎座） - 旗本・彦四郎
- 幕末の暗殺者（1997年、ロストキッズ） - 坂本龍馬
- WAHAHA本舗 全体公演ラスト 東京公演（2013年）

### テレビアニメ
- クレヨンしんちゃん（2011年、EX） - マルダ（師範）

### ゲーム
- クレヨンしんちゃん 宇宙DEアチョー!? 友情のおバカラテ!!（2011年、バンダイナムコゲームス） - 師範

### ラジオ番組
- 夢ゆめ音楽館（1990年、ラジオ日本） - 1年間パーソナリティ

### CM・CF
- 仮面ライダースーパー1変身ベルト（ポピー） - CF
- マドラス（madras）- CF
- オンワード（ポスター・ヤングマドラス） - CF
- 平安閣（フランス編） - CM
- 五朋建設（アクセス21編） - CM
- ファミリー劇場「呼吸法編」
- ファミリー劇場「変身編」

## 音楽

### シングル
- 仮面ライダースーパー1 / 火を噴けライダー拳（1980年、日本コロムビア）- ゴールデンディスク賞・ゴールデンヒット賞受賞
- 日高路の旅 / 出直さないか（1987年、テイチク）
- ドラゴンズ行進曲 / ふたりのドラゴンズ（1987年、ポリドール）
- 君こそわが命 / 好きさヨコハマ（1990年、CBSソニー）- 第17回横浜音楽祭新人賞受賞

### アルバム
- 仮面ライダースーパー1（1981年、日本コロムビア）
- 仮面ライダースーパー1 / 仮面ライダー・コンプリート・ソング・コレクション・シリーズ7（1992年、日本コロムビア）
- 男のロマン歌謡大全集（1995年、ソニー・ミュージックエンタテインメント） - 「君こそわが命」収録
- 永遠のヒット歌謡名曲選（2000年、ソニー・ミュージックエンタテインメント） - 「君こそわが命」収録
- 仮面ライダー III 音楽集（2004年、日本コロムビア）
- COMPLETE SONG COLLECTION OF 20TH CENTURY MASKED RIDER SERIES 07（2011年、日本コロムビア） - 「仮面ライダースーパー1 （2011ver）」他2曲、新録